# Justin Cox
Justin Cox (Kanada, Brit Columbia, Merritt, 1981. március 13. –) profi jégkorongozó.

## Karrier
Komolyabb junior karrierjét a WHL-es Prince George Cougarsban kezdte 1997–1998-ban és 2001-ig játszott ebben a csapatban. Közben a Dallas Stars kiválasztotta őt az 1999-es NHL-drafton a hatodik kör 184. helyén. 2001–2002-ben az AHL-es Utah Grizzliesben játszott, de két mérkőzés erejéig leküldték a CHL-es Fort Worth Brahmasba. 2002–2005 között a Utah Grizzliesben játszott, de a 2005-ös idény végét már az ECHL-es Idaho Steelheadben töltötte. A következő szezon felét az AHL-es San Antonio Rampage-ben, a másik felét az Idaho Steelheadsben töltötte. 2006 és 2011 között Európában játszott. Megfordult a norvég, a svájci, a német és a svéd bajnokságban is.

## Külső hivatkozások
- Statisztika
- Statisztika